# Lộc Phát
Lộc Phát là một phường thuộc thành phố Bảo Lộc, tỉnh Lâm Đồng, Việt Nam.

## Địa lý
Phường Lộc Phát có vị trí địa lý:
- Phía đông giáp xã Lộc Nga
- Phía tây giáp phường B'Lao
- Phía nam giáp phường Lộc Sơn
- Phía bắc giáp xã Lộc Thanh.

Phường Lộc Phát có diện tích 25,64 km², dân số năm 2022 là 23.519 người, mật độ dân số đạt 917 người/km².

## Lịch sử
Ngày 11 tháng 7 năm 1994, Chính phủ ban hành Nghị định số 65-CP về việc thành lập phường Lộc Phát trên cơ sở toàn bộ 300 hécta diện tích tự nhiên và 15.859 nhân khẩu của xã Lộc Phát.
Ngày 8 tháng 4 năm 2010, Chính phủ ban hành Nghị quyết 19/NQ-CP về việc thành thành phố Bảo Lộc thuộc tỉnh Lâm Đồng. Phường Lộc Phát trực thuộc thành phố Bảo Lộc.